# Автомагістраль A4 (Польща)
Автомагістраль A4 — найдовша польська автомагістраль, станом на серпень 2023 року є частково платною. Розташована в південній частині країни і є польською ділянкою міжнародного автошляху . Є продовженням німецького автобану  (напрям Дрезден). На території Польщі розпочинається в Єнджиховиці (гміна Згожелець), проходить через Легницю, Вроцлав, Ополе, Гливиці, Катовиці, Краків, Тарнів, Ряшів і закінчується у пункті пропуску Корчова—Краківець на кордоні з Україною.
Загальна довжина автомагістралі становить 673 км. 
Для легкових автомобілів платними є відрізок від Катовиць до Кракова, до 1 липня 2023 року платним був також відрізок Вроцлав — Катовиці.
Автомагістраль A4 перетинається чи з'єднується з такими автомагістралями та швидкісними дорогами (з заходу на схід):
- Кшижова (Гміна Громадка) — Ольшина (Гміна Тшебель, кордон DE)
- Свіноуйсьце — Любавка (кордон CZ), будується
- Автомагістральна об'їзна дорога Вроцлава
- Гданськ — Гожичкі (Гміна Гожиці, кордон CZ)
- Пижовиці (Гміна Ожаровиці) — Цешин (кордон CZ)
- Гданськ (A1) — Рабка-Здруй
- Кузьниця (кордон BY) — Барвінек (Гміна Дукля, кордон SK)

Розв'язка A4-A18
Розв'язка A4-A8
Розв'язка A4-A1
Розв'язка A4-S7

## Інтенсивність руху
Уже в 2015 році фактична інтенсивність руху на деяких ділянках дороги перевищила прогнозовані показники на 2030 рік. Зокрема, на платному відрізку дороги А4 Вроцлав — Сосьніца інтенсивність руху досягла 74 тисячі проїздів протягом доби і була значно більшою ніж очікували.